# Noho-jima
Noho-jima (japanisch 野甫島) ist eine Insel der japanischen Okinawa-Inseln  der Ryūkyū-Inselkette.

## Geografie
Sie hat eine Fläche von 1,08 km² und ist mit der 280 Meter entfernten Insel Iheya-jima durch eine 680 Meter lange Brücke verbunden. Auf der Insel befindet sich der Ortsteil Noho der Gemeinde (mura, „Dorf“) Iheya der Präfektur Okinawa. Zum 1. Januar 2015 lebten 104 Menschen in 49 Haushalten auf der Insel.
Noho-jima ist eine gehobene Koralleninsel mit ebener Oberfläche. Die Hauptwirtschaftssektor ist die Landwirtschaft, vor allem der Zuckerrohranbau.